# Protasita
La protasita és un mineral de la classe dels òxids. Anomenada en honor del professor Jean Protas, un mineralogista francès de la Universitat de Nancy, el qual va sintetitzar el compost per primer cop i pel seu treball en minerals òxids d'urani.

## Característiques
La protasita és un òxid de fórmula química Ba(UO₂)₃O₃(OH)₂·3H₂O. Cristal·litza en el sistema monoclínic.
Segons la classificació de Nickel-Strunz la protasita pertany a «04.GB - Uranils hidròxids, amb cations addicionals (K, Ca, Ba, Pb, etc.); principalment amb poliedres pentagonals UO₂(O,OH)₅» juntament amb els següents minerals: agrinierita, compreignacita, rameauita, becquerelita, bil·lietita, richetita, bauranoïta, calciouranoïta, metacalciouranoïta, fourmarierita, wölsendorfita, masuyita, metavandendriesscheïta, vandendriesscheïta, vandenbrandeïta, sayrita, curita, iriginita, uranosferita i holfertita.

## Formació i jaciments
Es forma en les zones d'oxidació de dipòsits minerals amb presència d'urani. Sovint s'associa a uraninita, uranofana (Shinkolobwe, República Democràtica del Congo); bauranoïta, metacalciouranoïta (Rússia). Als territoris de parla catalana ha estat descrita a la mina Eureka (La Torre de Cabdella, Pallars Jussà).